# Semar

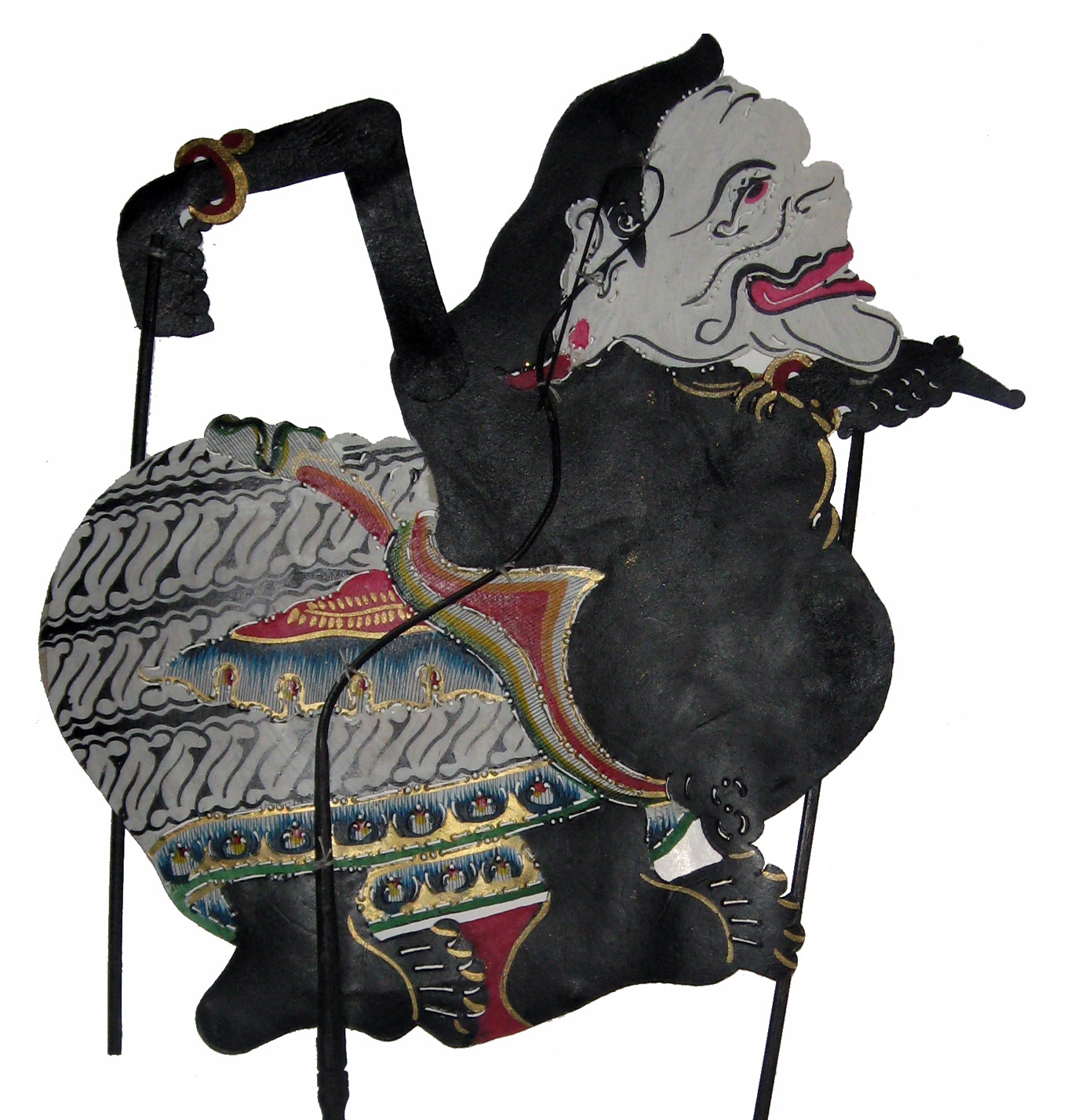
Semar ve stínovém divadle

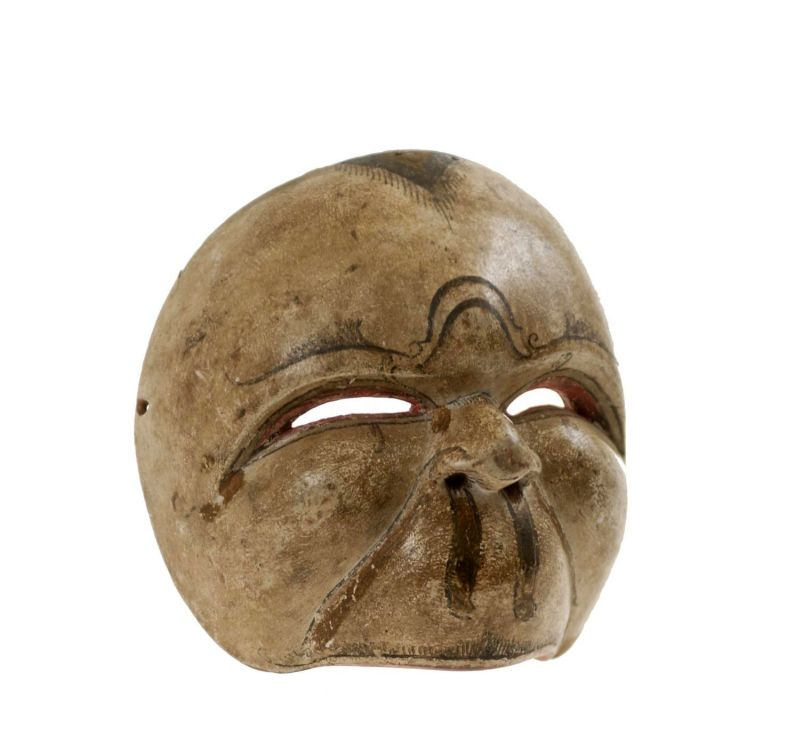
Maska Semara v jávském divadle

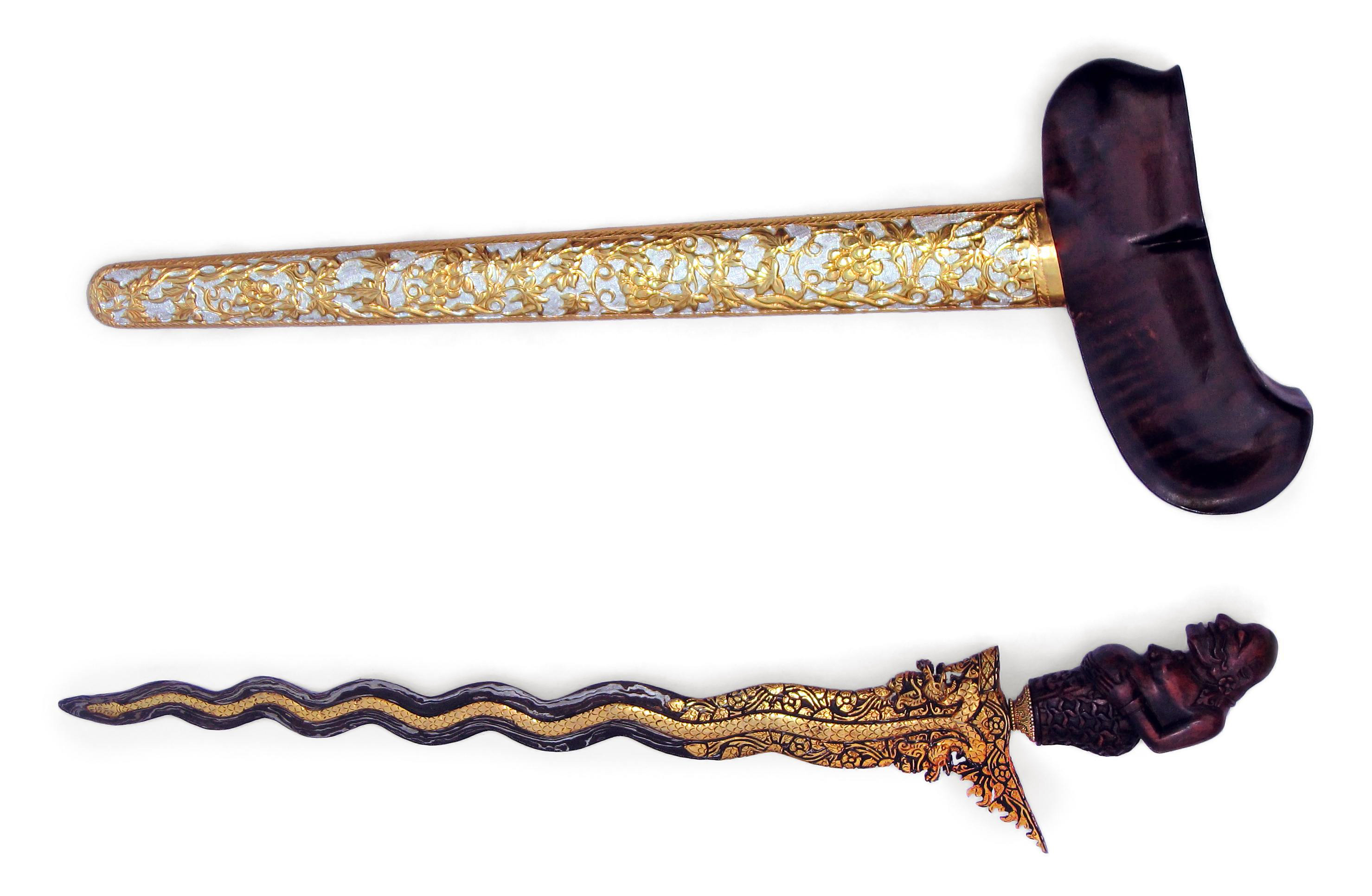
Dekorativní kris s ozdobnou rukojetí ve tvaru Semara

Semar je postava pocházející z jávské mytologie. Postava se často vyskytuje ve stínovém divadle. Řadí se mezi klauny a je velmi moudrý. Jméno Semar pochází z jávského slova samar (záhadný).

## Popis
Semar je zobrazován s plochým nosem a unavenýma očima.